# Jovens Pioneiros da China
Jovens Pioneiros da China (chinês tradicional: 中國少年先鋒隊, chinês simplificado: 中国少年先锋队, pinyin: Zhōngguó shàonián xiānfēngduì) é uma organização juvenil de massa para crianças de seis a quatorze anos da República Popular da China. Os Jovens Pioneiros da China são dirigidos pela Liga da Juventude Comunista, uma organização de jovens mais velhos que pertence ao Partido Comunista da China. Os Jovens Pioneiros da China são semelhantes aos Movimento de Pioneiros que existem ou existiram em muitos países comunistas ao redor do mundo.

## História
O movimento Jovens e Crianças da China (chinês tradicional: 中國少年兒童隊, chinês simplificado: 中国少年儿童队, pinyin: Zhōngguó shàonián értóng duì) foi criado em 13 de outubro de 1949 pelo Partido Comunista da China e recebeu seu nome atual em junho de 1953. Entre a sua fundação em 1921 e a fundação da República Popular em 1949, o Partido Comunista organizou diversos movimentos de jovens em áreas controladas pelos comunistas.
Durante a Grande Revolução Cultural Proletária (1966-1978), o Movimento dos Jovens Pioneiros foi temporariamente desmantelado. Foi substituído pela Pequena Guardas Vermelha, que eram os homólogos mais jovens da Guarda Vermelha, os implementadores da Revolução Cultural. O Movimento dos Jovens Pioneiros foi reiniciado em outubro de 1978.

A transferência da soberania de Hong Kong e Macau em 1997 e 1999, respectivamente, não foi acompanhada da expansão das organizações do Partido Comunista para essas áreas (exceto por duas pequenas comissões de trabalho nos Gabinetes de Ligação de Hong Kong e Macau), o que inclui os Jovens Pioneiros. 

## Membros
Jovens Pioneiros consistem em crianças entre seis e quatorze anos; ao atingirem a idade de catorze anos, os membros automaticamente deixam os Jovens Pioneiros e podem integrar a Liga da Juventude Comunista.
A maior parte dos alunos do ensino fundamental são Jovens Pioneiros no momento em que se formam na escola primária. A maioria das escolas exige que os alunos da idade adequada se tornem Jovens Pioneiros. Havia uma estimativa da existência de 130 milhões de Jovens Pioneiros na China, a partir de 2002.

## Organização
De acordo com a constituição dos Jovens Pioneiros, cada escola ou vila organiza um batalhão Pioneiro (chinês tradicional: 大隊, chinês simplificado: 大队, pinyin: dàduì), que é dividido em Companhias Pioneiras (chinês tradicional: 中隊, chinês simplificado: 中队, pinyin: zhōngduì), cada uma correspondendo a uma classe, que depois é dividida em Esquadrões/Equipes Pioneiros (chinês tradicional: 小隊, chinês simplificado: 小队, pinyin: xiǎoduì) cada uma com um punhado de membros. Cada equipe possui um líder (chinês tradicional: 隊長, chinês simplificado: 队长, pinyin: duìzhǎng) e um líder assistente (chinês tradicional: 副隊長, chinês simplificado: 副队长, pinyin: fùduìzhǎng); cada uma das Companhias é liderada por um comitê de três a sete membros; e um Comitê de Jovens Pioneiros (chinês tradicional: 隊委會, chinês simplificado: 队委会, pinyin: duìwěihuì) de entre sete e quinze membros serve como equipe de liderança do batalhão. Líderes adultos são escolhidos a partir da Liga da Juventude Comunista ou do corpo docente local (chamado "conselheiro", chinês tradicional: 輔導員, chinês simplificado: 辅导员, pinyin: fǔdǎoyuán).
Jovens Pioneiros também são dirigidos por um número de Comitês de Trabalho (chinês tradicional: 少先隊工作委員會, chinês simplificado: 少先队工作委员会, pinyin: Shǎoxiānduìgōngzuòwěiyuánhuì or chinês tradicional: 少工委, chinês simplificado: 少工委, pinyin: Shǎogōngwěi, de forma resumida) em diferentes níveis ao longo do batalhão até a Comissão Permanente Nacional (chinês tradicional: 中國少年先鋒隊全國工作委員會, chinês simplificado: 中国少年先锋队全国工作委员会, pinyin: zhōngguóshǎoniánxiānfēngduìquánguógōngzuòwěiyuánhuì or chinês tradicional: 全國少工委, chinês simplificado: 全国少工委, pinyin: Quánguóshǎogōngwěi, de forma resumida), Comitês de Trabalho de diferentes níveis são responsáveis pelos Congressos dos Jovens Pioneiros (chinês tradicional: 少先隊代表大會, chinês simplificado: 少先队代表大会, pinyin: Shǎoxiānduìdàibiǎodàhuì or chinês tradicional: 少代會, chinês simplificado: 少代会, pinyin: Shǎodàihuì, de forma resumida) no mesmo nível. O atual presidente do Comitê Permanente Nacional dos Jovens Pioneiros da China é Fu Zhenbang (em chinês:  傅振邦)

## Constituição
A Constituição foi oficialmente aprovada em 1º de junho de 1954, no Dia Internacional da Criança. Desde então, foi alterada várias vezes. O texto completo está disponível na Wikisource.

## Símbolos

Bandeira da Companhia Pioneira dos Jovens Pioneiros da China

### Bandeira
De acordo com a Constituição dos Jovens Pioneiros, a bandeira é vermelha, simbolizando a vitória da Revolução; a estrela de cinco pontas no meio simboliza a liderança do Partido Comunista, enquanto a tocha simboliza o brilho no que ilumina o caminho do comunismo.
A bandeira do Batalhão Pioneiro possui o formato 90 x 120 cm, enquanto a bandeira de cada Companhia 60 x 80 cm, com um triângulo isósceles (60 x 20 cm) removido do lado direito. O triângulo removido corresponde ao lenço vermelho usado pelos Jovens Pioneiros.

### Emblema
O emblema consiste na estrela, na tocha e um banner que diz "Os Jovens Pioneiros da China". 

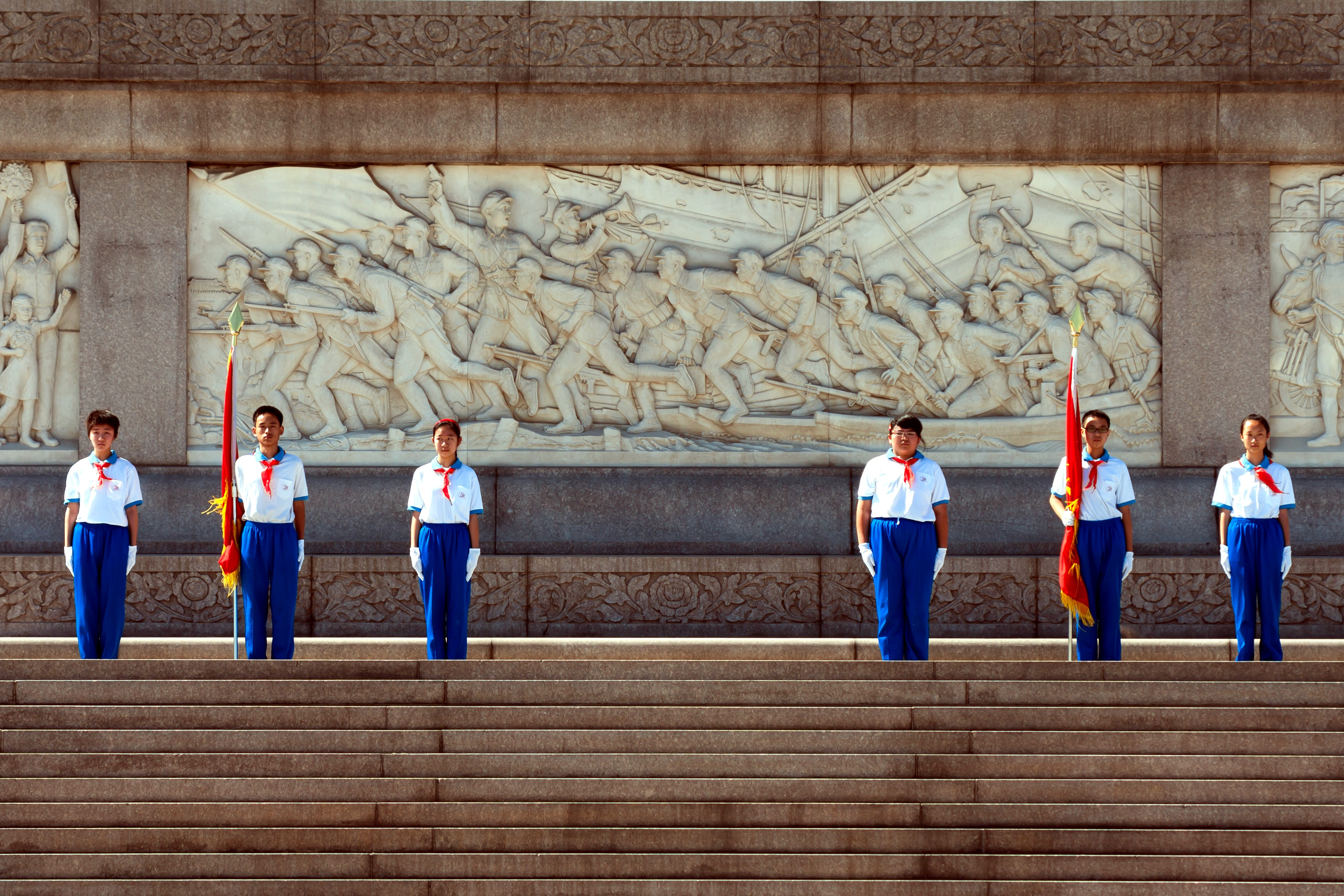
Jovens Pioneiros da China em posição de guarda de honra no Monumento aos Heróis do Povo na Praça da Paz Celestial

### Lenço
O lenço vermelho (红领巾, hónglǐngjīn) é o único item regular do uniforme, o que faz com que os Jovens Pioneiros costumem ser referidos simplesmente como os "Lenços Vermelhos". A cerimônia de ingresso geralmente consiste em novos membros tendo seus lenços amarrados por jovens que já são membros. Crianças vestindo lenços vermelhos são uma visão onipresente na China.
O lenço vermelho é geralmente usado ao redor do pescoço e amarrado sem nenhum tipo de prendedor. Alguns grupos locais também apresentam outros itens no uniforme.

A Constituição dos Jovens Pioneiros explica que o lenço corresponde ao triângulo que falta na bandeira da Companhia Pioneira. A Constituição também afirma que o vermelho do lenço vem do sangue sacrificado pelos mártires da Revolução, e que todos os membros devem usar o lenço com reverência. 

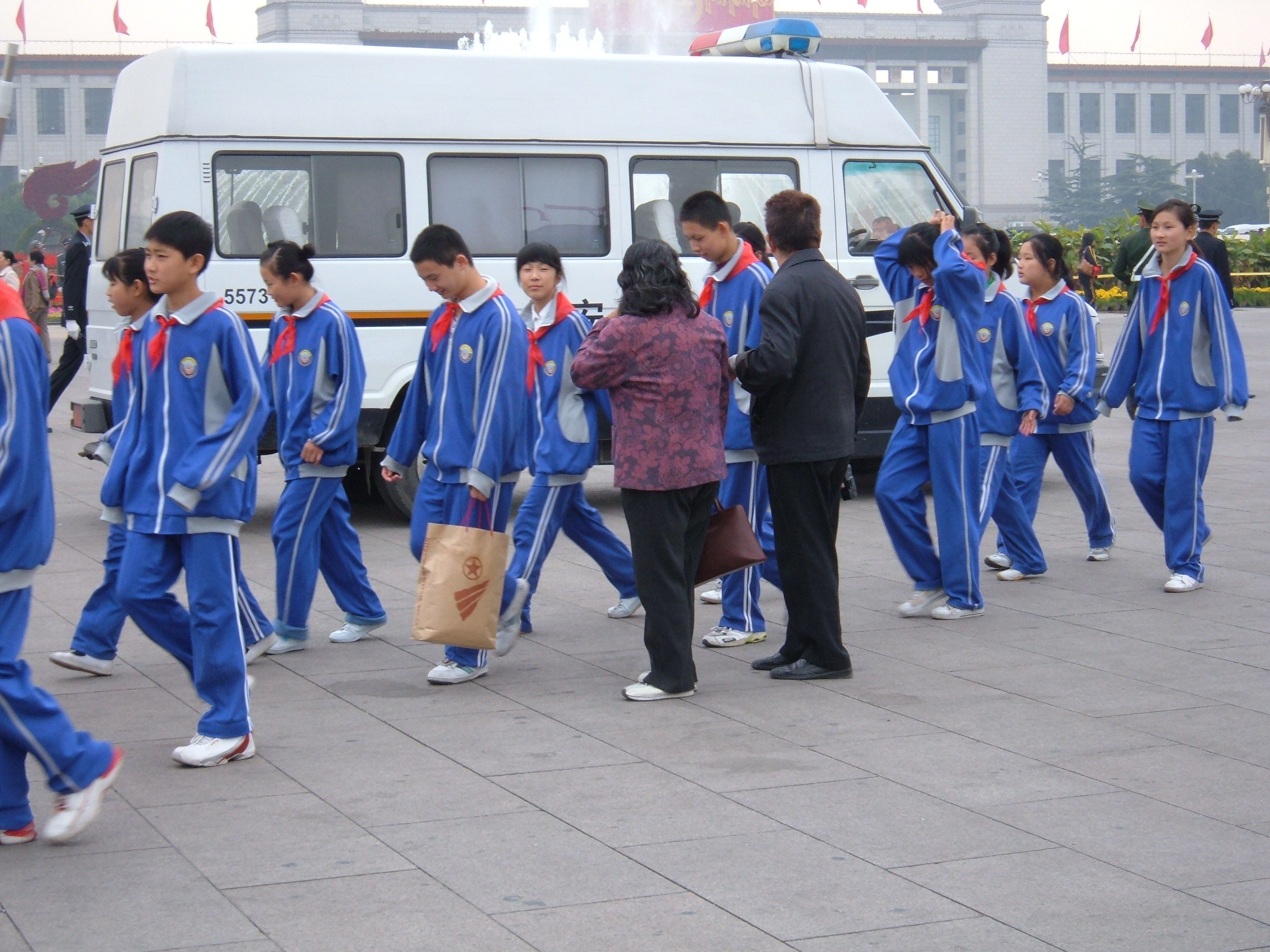
Um grupo de Jovens Pioneiros na Praça da Paz Celestial em outubro de 2007

### Saudação, Slogan, Conduta, Juramento
A Saudação dos Jovens Pioneiros consiste em dobrar o braço direito e levantar a mão direita diretamente acima da cabeça, com a palma da mão voltada para baixo e os dedos juntos. Simboliza que os interesses do povo estão acima de tudo.
O Slogan é:
- Chinês: 准备 着 ，为 共产 主义 事业 而 奋斗!
- ( pinyin: Zhǔnbèizhe, wèi gòngchǎnzhǔyì shìyè ér fèndòu! )
- Tradução: "Estar pronto para lutar pela causa do comunismo!"

Para o qual a resposta é:
- Chinês: 时刻 准备 着!
- (pinyin: Shíkè zhǔnbèizhe!)
- Tradução: "Estar sempre pronto!"

A conduta estipulada dos Jovens Pioneiros, de acordo com a constituição, é:
- Chinês: 诚实 、 勇敢 、 活泼 、 团结
- ( pinyin: chéngshí, yǒnggǎn, huópō, tuánjié)
- Tradução: Honestidade, Coragem, Vivacidade, Unidade

O juramento dos Jovens Pioneiros é:
- Chinês: 我是中国少年先锋队队员。我在队旗下宣誓：我热爱中国共产党，热爱祖国，热爱人民，好好学习，好好锻炼，准备着：为共产主义事业贡献力量。
- (pinyin: Wǒ shì Zhōngguó Shàonián Xiānfēngduì duìyuán. Wǒ zài Duìqí xià xuānshì: wǒ rè'ài Zhōngguó Gòngchándǎng, rè'ài zǔguó, rè'ài rénmín, hǎohǎo xúexí, hǎohǎo duànliàn, zhǔnbèizhe: wèi gòngchǎnzhǔyì shìyè gòngxiàn lìliàng.)
- Tradução: Eu sou um membro dos Jovens Pioneiros da China. Sob a bandeira dos Jovens Pioneiros, eu prometo que: Amarei o Partido Comunista da China, a pátria e o povo; Vou estudar muito e me endurecer [literal: exercitarei-me bem], e vou preparar-me para contribuir para a causa do comunismo.

### Canção
A música dos Jovens Pioneiros se chama Nós somos os herdeiros do comunismo (chinês: 我们是共产主义接班人, pinyin: Wǒmen shì Gòngchǎnzhǔyì Jiēbānrén). Foi originalmente a música tema do Heroic Little Eighth-Routers (chinês: 英雄小八路, pinyin: Yīngxióng Xiǎo Bālù), um filme de 1961 sobre a Segunda Crise do Estreito de Taiwan em 1958 e sobre um grupo real de crianças que ficaram na linha de frente da costa de Fujian, a fim de ajudar o esforço de guerra contra as forças do Kuomintang. Ouça a música aqui .

### Uniforme
Semelhante a outros grupos de Pioneiros ao redor do mundo, o uniforme completo é uma camisa ou polo branca ou azul com camiseta e calças (ou saias para meninas) com o lenço vermelho e distintivos presos à camisa, com um chapéu opcional similar a uma boina. Às vezes, até uniformes escolares são usados, sendo adicionado o lenço vermelho, o chapéu opcional e os crachás organizacionais e de classificação. Durante os eventos esportivos, os Jovens Pioneiros usam uniformes esportivos.